# Comté de Jack
Le comté de Jack, en anglais : Jack County, est un comté situé au nord de l'État du Texas aux États-Unis. Fondé le 27 août 1856, son siège de comté est la ville de Jacksboro. Selon le  recensement de 2020, sa population est de 8 472 habitants. Le comté a une superficie de 2 383,1 km2, dont 2 358,6 km2 en surfaces terrestres. Il est nommé en l'honneur de Patrick et William Jack, deux frères soldats de la révolution texane. 

## Organisation du comté
Le comté est fondé le 27 août 1856 à partir des terres du comté de Cooke. Il est définitivement organisé et autonome, le 4 juillet 1857.
Le comté est baptisé en référence à William H. Jack et Patrick C. Jack, deux frères, soldats durant la révolution texane.

## Géographie
Le comté de Jack se situe au nord de la partie centrale de l'État du Texas, aux États-Unis,.
Il a une superficie totale de 2 383,1 km2, composée de 2 358,6 km2 de terres et de 24,5 km2 de zones aquatiques.

## Comtés adjacents
| Comté d'Archer | Comté de Clay       | Comté de Montague |
| Comté de Young | comté de Jack       | Comté de Wise     |
|                | Comté de Palo Pinto | Comté de Parker   |

## Démographie
Lors du recensement de 2010, le comté comptait une population de 9 044 habitants. Elle est estimée, en 2017, à 8 832 habitants,.
| Groupes           | Comté de Jack | Texas | États-Unis |
| ----------------- | ------------- | ----- | ---------- |
| Blancs            | 87,5          | 70,4  | 72,4       |
| Autres            | 6,7           | 10,6  | 6,4        |
| Afro-Américains   | 3,8           | 11,9  | 12,6       |
| Métis             | 1,1           | 2,5   | 2,7        |
| Amérindiens       | 0,7           | 0,7   | 0,9        |
| Asiatiques        | 0,3           | 3,8   | 4,8        |
| Total             | 100           | 100   | 100        |
|                   |               |       |            |
| Latino-Américains | 14,2          | 37,6  | 16,7       |

Pyramide des âges du comté de Jack (2000).

Selon l'American Community Survey, pour la période 2011-2015, 88,65 % de la population âgée de plus de 5 ans déclare parler anglais à la maison, alors que 10,92 % déclare parler l’espagnol et 0,43 % une autre langue.

### Source de la traduction
- (en) Cet article est partiellement ou en totalité issu de l’article de Wikipédia en anglais intitulé « Jack County, Texas » (voir la liste des auteurs).